# فريد جبران

فريد يوسف جبران سياسي لبناني كاثوليكي. ولد في عام 1911. كان جبران أحد مؤسسي الحزب التقدمي الاشتراكي في عام 1949. خارج العمل السياسي فإن جبران يمتلك شركة تدقيق مالي مقرها في بيروت.
أصبح جبران رئيسا لجبهة اتحاد العمل الوطني في عام 1946 وكافح من أجل تنفيذ قانون العمل.
جبران اعترض على الانتخابات البرلمانية عام 1957 دون جدوى. في الانتخابات البرلمانية عام 1960 فاز جبران بمقعد الأقليات عن الدائرة الثانية في بيروت حيث تنافس على قائمة عدنان الحكيم. احتفظ بمقعد بيروت الثاني في انتخابات 1964 و1968 و1972. في الانتخابات الأخيرة تنافس جبران على قائمة رشيد الصلح.
كما كان قائدا لجبهة النضال الوطني ونقابة العمال التجاريين والموظفين في لبنان. في عام 1966 حضر جبران الذي كان آنذاك نائب رئيس الحزب مؤتمر منظمة التضامن مع شعوب آسيا وأفريقيا وأمريكا اللاتينية في هافانا.
بعد اغتيال زعيم الحزب التقدمي الاشتراكي كمال جنبلاط في عام 1977 شغل جبران لفترة وجيزة منصب الرئيس المؤقت للحزب.
توفي جبران في عام 1995. تم افتتاح ساحة فريد جبران في بيروت في عام 2014.